# Орлов, Александр Александрович (артист)
Алекса́ндр Алекса́ндрович Орло́в (1889—1974) — русский и советский артист балета, оперетты, эстрады и кино. Заслуженный артист РСФСР (1936).

## Биография
Александр Орлов родился 13 (25) октября 1889 года в Ростове-на-Дону. До 1904 года учился на балетном отделении Московского театрального училища (педагоги Василий Гельцер и Николай Домашёв). Затем поступил на балетное отделение Санкт-Петербургской театральной школы (педагоги Михаил Обухов, Михаил Фокин и Александр Ширяев), которое окончил в 1908 году.
В 1908—1924 году — солист балета Мариинского театра (Ленинградского театра оперы и балета), в 1934—1941 — Ленинградского Малого театра. В 1909—1911 годы участвовал в Русских сезонах Сергея Дягилева, где стал первым исполнителем партий в легендарных балетах Михаила Фокина: Панталоне («Карнавал», 1909) и Арапа («Петрушка», 1911). Также Михаил Фокин создал для Орлова и Матильды Кшесинской фольклорный номер «Русские пляски» на музыку Анатолия Лядова.
Много работал на эстраде, исполняя характерные танцы с Евгенией Лопуховой. В 1915 году впервые выступил в оперетте, дебютировав в партии Меркурия («Орфей в аду», на сцене Мариинского театра). В 1917—1920 году работал в Петроградском «Палас-театре», в 1920—1923 — артист Государственного театра комической оперы Константина Марджанова, в 1924—1929 — театра музкомедии М. Д. Ксендзовского. В 1929—1934 и 1941—1959 годы — артист Ленинградского театра музкомедии.
В середине 1920-х годов вместе с Леонидом Утёсовым создал эстрадный театр «Утор» (Утёсов-Орлов). В 1928 году исполнил центральную роль «последнего извозчика» в спектакле-обозрении Ленинградского мюзик-холла «Чудеса XXI века». В 1920-х годах начал сниматься в кино, где играл в основном небольшие комические, порой эпизодические роли.
Умер 23 октября 1974 года в Ленинграде. Прах захоронен на кладбище крематория.

## Репертуар

### ВМариинском театре (Ленинградском театре оперы и балета)
- 1909 — «Тщетная предосторожность», хореография Мариуса Петипа и Льва Иванова — Никез
- «Карнавал», хореография Михаила Фокина — Панталоне
- «Арагонская хота», хореография Михаила Фокина — Солист
- «Привал кавалерии», хореография Мариуса Петипа — Корнет, Ротмистр
- «Арлекинада», хореография Мариуса Петипа — Кассандр, Пьеро
- «Конёк-Горбунок», хореография Мариуса Петипа и Александра Горского — малороссийский танец, Иван-дурачок
- «Павильон Армиды», хореография Михаила Фокина — Шут
- «Капризы бабочки», хореография Мариуса Петипа — Кузнечик-гуляка
- «Корсар», хореография Мариуса Петипа — Исаак
- «Волшебная флейта», хореография Льва Иванова — Маркиз
- «Дочь фараона», хореография Мариуса Петипа — Джон Буль
- «Дон Кихот», хореография Александра Горского — Санчо Панса
- «Эсмеральда», хореография Мариуса Петипа — цыганский танец
- «Раймонда», хореография Мариуса Петипа — мазурка, панадерос
- «Лебединое озеро», хореография Мариуса Петипа — испанский танец

### ВЛенинградском Малом театре оперы и балета
- 1934 — «Арлекинада», балетмейстер Ф. Лопухов — Кассандр
- 1934 — «Коппелия», балетмейстер Ф. Лопухов — Коппелиус
- 1935 — «Светлый ручей», балетмейстер Ф. Лопухов — Гармонист — первый исполнитель
- 1936 — «Фадетта», балетмейстер Л. Лавровский — Барбо — первый исполнитель
- 1937 — «Тщетная предосторожность», балетмейстер Л. Лавровский — Матушка Симона — первый исполнитель
- 1938 — «Кавказский пленник», балетмейстер Л. Лавровский — Жених Черкешенки — первый исполнитель
- 1940 — «Сказка о попе и о работнике его Балде», балетмейстер В. Варковицкий — Поп — первый исполнитель
- 1940 — «Ашик-Кериб», балетмейстер Б. Фенстер — Паша — первый исполнитель

### ВЛенинградском театре музкомедии
- 1931 — «Эх, миледи» М. Красева и С. Брандсбурга — Тетёркин — первый исполнитель
- 1932 — «Цыганский барон» И. Штрауса — Зупан
- 1933 — «Фиалка Монмартра» И. Кальмана — Пискачевский
- 1934 — «Прекрасная Елена» Ж. Оффенбаха — Калхас
- 1942 — «Свадьба в Малиновке» Б. Александрова — Яшка-артиллерист — первый исполнитель
- 1942 — «Раскинулось море широко» В. Витлина, Н. Минха, Л. Круца — Боцман — первый исполнитель
- 1943 — «Сорочинская ярмарка» А. Рябова — Черевик — первый исполнитель
- 1944 — «Фиалка Монмартра» И. Кальмана — Пискачевский
- 1945 — «Девичий переполох» Ю. Милютина — Сапун-Тюфякин — первый исполнитель
- 1947 — «Вольный ветер» И. Дунаевского — матрос Фома
- «Женихи» И. Дунаевского — Филат Игнатьевич Штобышов, гробовщик
- «Сильва» И. Кальмана — князь Леопольд Воляпюк
- «Баядера» И. Кальмана — Луи-Филипп ла Туретт
- «Подвязка Борджиа» М. Краусса — Банкир
- «Ночь любви» В. Валентинова — Исправник
- «Птички певчие» Ж. Оффенбаха — Губернатор
- «Ледяной дом» К. Листова — Тредьяковский

## Фильмография
- 1915 — Венгерские танцы Брамса
- 1915 — Дочь падшей — гимназист
- 1915 — Дядюшка и племянник — племянник
- 1916 — Как с гуся вода — официант
- 1916 — Любовь всесильна — Бецкий
- 1919 — Мать — Андрей Находка
- 1925 — Аэро НТ-54 — деревенский дьячок
- 1928 — Ледяной дом
- 1929 — Новый Вавилон — Менелай (в «Прекрасной Елене»)
- 1931 — Итальянка
- 1932 — Для вас найдётся работа — эпизод
- 1941 — Антон Иванович сердится — Кибрик Яков Григорьевич, комик Музкомедии
- 1942 — Оборона Царицына — хозяин ресторана
- 1946 — Солистка балета — Аполлон Владимирович Иволгин
- 1951 — Белинский — Потапыч, буфетчик
- 1954 — Запасной игрок — Старик на пароходе
- 1954 — Укротительница тигров — Василий Васильевич Воронцов, отец Лены
- 1955 — Дело Румянцева — доктор
- 1957 — На переломе — портной
- 1957 — Улица полна неожиданностей — продавец зоомагазина
- 1958 — В дни Октября — конферансье в ресторане (нет в титрах)
- 1958 — Шофёр поневоле — Руководитель самодеятельности
- 1958 — У тихой пристани — член «Клуба пенсионеров» (нет в титрах)
- 1958 — Дом напротив — Старичок
- 1958 — Шли солдаты — провинциальный аристократ (нет в титрах)
- 1960 — Осторожно, бабушка! — старик из «старой гвардии»
- 1960 — Дама с собачкой — ресторанный артист с гитарой
- 1961 — Две жизни — уголовник (нет в титрах)
- 1961 — Старожил — работник манежа
- 1961 — Горизонт — Актёр
- 1962 — Женихи и Ножи — гость в оперетте «Ножи»
- 1963 — Крепостная актриса — вахмистр
- 1963 — Каин XVIII — чиновник на балу (нет в титрах)
- 1963 — Внимание! В городе волшебник! — астроном
- 1963 — Мандат — исполнитель концертного номера (нет в титрах)
- 1963 — Хоккеисты — Владимир Введенский
- 1964 — Верьте мне, люди — «дядя Митя», старый уголовник
- 1964 — Хотите — верьте, хотите — нет… — дедушка Толика Шульгина
- 1965 — Большая кошачья сказка — Советник
- 1965 — Год, как жизнь — Абель Ганс
- 1965 — Мы, русский народ — Ванятка
- 1965 — Сегодня — новый атракцион — служащий цирка
- 1966 — В городе С. — итальянец, бродячий артист на набережной
- 1966 — Три толстяка — Август, странствующий артист
- 1966 — Республика ШКИД — нэпман, танцующий в ресторане (нет в титрах)
- 1966 — 12 стульев (телеспектакль) — Дядьев, хозяин «Быстроупака» (нет в титрах)
- 1967 — Татьянин день — артист
- 1967 — Свадьба в Малиновке — поп
- 1967 — Зелёная карета — актёр
- 1968 — Интервенция — конферансье
- 1968 — Старая, старая сказка — часовой с метлой у входа в царство
- 1969 — Мама вышла замуж — эпизод
- 1970 — Король Лир — старик, арендатор Глостера

## Признание и награды
- 1936 — заслуженный артист РСФСР
- 1939 — Орден «Знак Почёта»
- 1943 — Медаль «За оборону Ленинграда»
- 1945 — Орден Красной Звезды

## Память
В январе 1995 года почта России выпустила серию из трёх марок и купона «Русский балет. Памяти М. М. Фокина». На правой нижней марке — сцены из балета «Петрушка». Постановка балета была осуществлена антрепризой Сергея Дягилева в период третьего Русского сезона в 1911 году в парижском театре Шале. В центре марки на фоновом рисунке, выполненном по декорациям Александра Бенуа и в костюмах, созданных им, изображены: Петрушка, которого танцевал Михаил Фокин. Слева изображён Арап — Александр Орлов. Справа в роли Куклы — Тамара Карсавина.

## Сочинения
- Орлов А. Из воспоминаний // Балет : журнал. — М., 1996. — № 1.